# Cổ Bi
Cổ Bi là một xã thuộc huyện Gia Lâm, thành phố Hà Nội, Việt Nam.

## Địa lý
Xã Cổ Bi nằm ở bờ nam sông Đuống, cạnh Quốc lộ 5, có vị trí địa lý:
- Phía đông giáp xã Đặng Xá
- Phía tây giáp quận Long Biên
- Phía nam giáp thị trấn Trâu Quỳ và quận Long Biên
- Phía bắc giáp xã Phù Đổng và xã Dương Hà.

Xã Cổ Bi có diện tích là 4,81 km², dân số năm 2022 là 15.603 người, mật độ dân số đạt 3.243 người/km².

## Hành chính
Xã Cổ Bi được chia thành 5 thôn: Cam 1, Cam 2, Vàng 1, Vàng 2, Hội và 3 tổ dân phố: Số 2 khu đô thị Đặng Xá, Số 3 khu đô thị Đặng Xá, Cơ Khí Xây Dựng.

## Lịch sử
Trước đây, xã Cổ Bi thuộc tổng Đặng Xá, phủ Gia Lâm, tỉnh Bắc Ninh.
Sau Cách mạng tháng Tám năm 1945, xã Cổ Bi đổi tên thành xã Trung Thành.
Ngày 20 tháng 4 năm 1961, Quốc hội ban hành Nghị quyết về việc sáp nhập xã Cổ Bi vào thành phố Hà Nội quản lý.
Ngày 31 tháng 5 năm 1961, Hội đồng Chính phủ ban hành 78-CP. Theo đó, xã Cổ Bi thuộc huyện Gia Lâm, thành phố Hà Nội quản lý.
Năm 1965, đổi tên xã Trung Thành thành xã Cổ Bi.
Ngày 9 tháng 12 năm 2020, HĐND TP. Hà Nội ban hành Nghị quyết số 30/NQ-HĐND về việc:
- Sáp nhập thôn Cam 2 vào thôn Cam 1.
- Sáp nhập thôn Cam 3 và thôn Cam 4 thành Cam 2.
- Sáp nhập thôn Vàng 3 vào thôn Vàng 1.
- Sáp nhập thôn Vàng 4 vào thôn Vàng 2.
- Sáp nhập TDP số 1 KĐT Đặng Xá vào TDP số 2 KĐT Đặng Xá.
- Sáp nhập TDP số 4 KĐT Đặng Xá vào TDP số 3 KĐT Đặng Xá.

## Giao thông
Xã Cổ Bi có Quốc lộ 1 mới chạy qua phía tây và Quốc lộ 5 chạy qua phía nam của xã.